# Skerray
Skerray (Schots-Gaelisch: Sgeirea) is een dorp ongeveer 10 kilometer ten noordoosten van Tongue in de Schotse lieutenancy Caithness in het raadsgebied Highland.